# مامورو ساموراگوچی
مامورو ساموراگوچی (انگلیسی: Mamoru Samuragochi; ۲۱ سپتامبر ۱۹۶۳ – ) موسیقی‌دان اهل ژاپن بود.